# Ácido berberónico
Se denomina en química ácido berberónico al cuerpo que resulta de la oxidación de la berberina, descubierto por el químico austriaco Weidel, que oxidó la berberina por el ácido nítrico (también por el permanganato potásico), cuidando evitar el exceso del oxidante para prevenirse de las acciones secundarias a que pudiera dar lugar.

## Características
- Cuerpo incoloro
- Soluble en agua
- Funde a 343 °C y a mayor temperatura se descompone

## Ácido clorhídrico
Se une al ácido clorhídrico resultando una combinación molecular que cristaliza muy bien y permite purificar el ácido berberónico:

## Berberonatos
Las disoluciónes acuosas neutralizan las bases formando los berberonatos.

## Ácido tribásico
Por el modo de activar con las bases alcalinas se deduce que es un ácido tribásico capaz de originar sales neutras, monoácidas y biácidas.